# Monte Antico
Monte Antico è una frazione del comune italiano di Civitella Paganico, nella provincia di Grosseto, in Toscana.

## Geografia fisica

### Territorio
Situata sulle rive del fiume Ombrone, a circa 20 km a est del capoluogo comunale, la frazione sorge in un nodo ferroviario di importanza regionale come fermata lungo la ferrovia Grosseto-Siena e come capolinea della ferrovia Asciano-Monte Antico.

### Clima
Dati:
| Monte Antico       | Gen  | Feb  | Mar  | Apr  | Mag  | Giu  | Lug  | Ago  | Set  | Ott  | Nov  | Dic  |
| ------------------ | ---- | ---- | ---- | ---- | ---- | ---- | ---- | ---- | ---- | ---- | ---- | ---- |
| T. max. media (°C) | 13,4 | 14,5 | 17,4 | 21,0 | 25,7 | 30,1 | 34,4 | 34,3 | 29,8 | 23,5 | 17,6 | 14,2 |
| T. min. media (°C) | 2,9  | 3,7  | 5,7  | 8,2  | 11,3 | 14,0 | 16,5 | 16,7 | 13,6 | 10,1 | 6,7  | 3,8  |

## Storia
Monte Antico nacque come nucleo abitato prima dell'anno mille, in una posizione dominante sulla valle dell'Ombrone come possedimento degli Ardengheschi, che vi costruirono un primo castello con relativa corte. Il castello vero e proprio assunse l'aspetto che in parte conserva ancora oggi nel corso del Trecento, quando il borgo passò sotto il controllo prima dei Buonsignori, poi dei Salimbeni fino ai Tolomei nel tardo Quattrocento, ai quali si devono le ultime modifiche.
Nel corso del XVIII secolo vi è stato uno sviluppo della corte a valle del castello, fino alla realizzazione di un vero e proprio centro abitato dovuto alla inaugurazione della linea ferroviaria nel 1872. Il castello di Monte Antico è attualmente utilizzato come albergo-ristorante, mentre la vicina chiesa, più recente e attualmente sconsacrata, ha sostituito l'antica pieve di San Giovanni Battista ad Ancaiano che sorgeva presso il castello.

## Monumenti e luoghi d'interesse

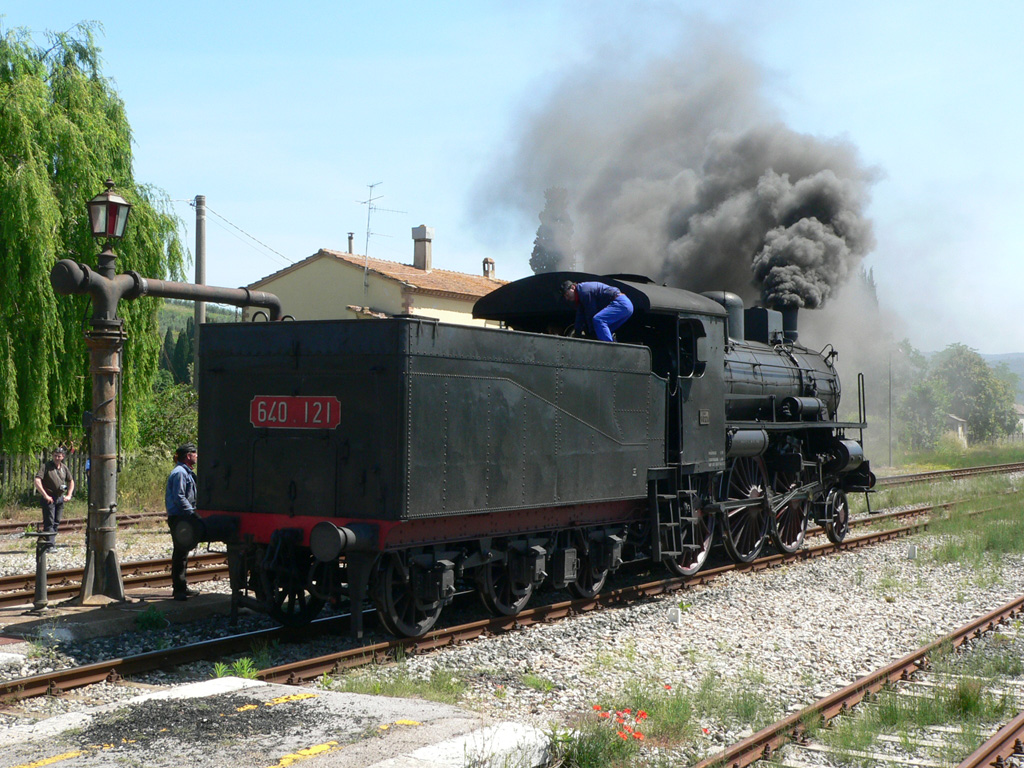
Treno a vapore presso la stazione

### Architetture religiose
- Chiesa di San Tommaso Apostolo, chiesa di origini incerte, ma di aspetto neoromanico dovuto alle recenti ristrutturazioni.

- Chiesa di San Tommaso, situata nei pressi della stazione, è stata costruita nel 1961 dall'Ente Maremma.

- Pieve di San Giovanni Battista ad Ancaiano, scomparsa.

### Architetture militari
- Castello di Monte Antico, imponente castello medievale precedente all'anno mille che sovrasta il paese moderno dall'alto di una collina.

## Società

### Evoluzione demografica
Quella che segue è l'evoluzione demografica della frazione di Monte Antico. Sono indicati gli abitanti dell'intera frazione e dove è possibile sono messe tra parentesi le cifre riferite rispettivamente ai due centri principali di Monte Antico Alto e Monte Antico Scalo.
Dal 1991 sono contati da Istat solamente gli abitanti dei centri abitati, non della frazione.
| Anno | Abitanti | Abitanti             |
| Anno | Frazione | Centri abitati       |
| ---- | -------- | -------------------- |
| 1640 | 100      | —                    |
| 1745 | 145      | —                    |
| 1833 | 203      | —                    |
| 1845 | 210      | —                    |
| 1936 | —        | 65                   |
| 1961 | 415      | 46 (Alto) 46 (Scalo) |
| 1981 | 218      | 1 (Alto) 46 (Scalo)  |
| 1991 | —        | 0 (Alto) 32 (Scalo)  |
| 2001 | —        | 13 (Alto) 20 (Scalo) |
| 2011 | —        | 0 (Alto) 22 (Scalo)  |

## Geografia antropica
La frazione è divisa in due località, la parte storica situata in collina, denominata anche Monte Antico Alto (212 m s.l.m., 13 abitanti), dove si trova il castello, e la frazione vera e propria a valle, denominata anche Monte Antico Scalo (77 m s.l.m., 20 abitanti), composta da poderi ed abitazioni sorti intorno alla stazione ferroviaria e nei pressi del fiume Ombrone.

## Infrastrutture e trasporti
La frazione è servita dalla stazione di Monte Antico, scalo ferroviario situato lungo la ferrovia Grosseto-Siena, e capolinea della ferrovia Monte Antico-Asciano.